# Pancas
Pancas là một đô thị thuộc bang Espírito Santo, Brasil. Đô thị này có diện tích 823,834 km², dân số năm 2007 là 18324 người, mật độ 22,24 người/km².